# Jacques Heyman
Jacques Heyman (8 de março de 1925) é um engenheiro civil britânico. É professor emérito de estática das construções da Universidade de Cambridge.
Heyman estudou matemática a partir de 1941 na Universidade de Cambridge, mudando logo em seguida para engenharia civil. Em 1944 completou o curso, trabalhando em seguida com motores a jato. Em 1946 retornou para a Universidade de Cambridge como assistente de John Fleetwood Baker, onde obteve em 1949 um doutorado. Foi em seguida como pós-doutorando para a Universidade Brown, onde trabalhou com William Prager, permanecendo por três anos e retornando em 1956. Em 1956 foi Lecturer Assistente e Demonstrator em Cambridge. Em 1963 aceitou por curto tempo um chamado de Oxford. Em 1971 foi Reader e depois Professor em Cambridge. Foi depois diversas vezes professor visitante na Universidade de Florença.

## Obras
- Plastic design of portal frames, Cambridge University Press 1957
- com John Baker, M. Horne The steel skeleton, Volume 2, Cambridge University Press 1956 (Volume 1 apenas de Baker)
- com John Baker: Plastic design of frames, 2 Volumes, Cambridge University Press 1969, 1971
- Beams and framed structures, Oxford, Pergamon Press 1964, 2ª Edição 1974
- The Science of Structural Engineering, Imperial College Press 1999
- Elements of the theory of structures, Cambridge University Press 1996
- Basic structural theory, Cambridge University Press 2008
- Structural analysis: a historical approach, Cambridge University Press 1998
- Equilibrium of shell structures, Oxford, Clarendon Press 1977
- Elements of Stress analysis, Cambridge University Press 1982, 2008
- Arches, vaults, and buttresses : masonry structures and their engineering, Aldershot, Hampshire 1996
- The Masonry Arch, Chichester, Horwood 1982
- The stone skeleton: structural engineering of masonry architecture, Cambridge University Press 1995
- Coulomb’s memoir on statics; an essay in the history of civil engineering, Cambridge University Press 1972, Imperial College Press 1997